# Vâlcani
Vâlcani – wieś w Rumunii, w okręgu Vrancea, w gminie Paltin. W 2011 roku liczyła 85
mieszkańców